# Madrid Masters (golf)
El Madrid Masters fue un torneo masculino de golf que se disputó en Madrid, España, desde el año 2008 hasta el 2011. Figuraba en el calendario de la European Tour como sucesor del Open de Madrid.
Rafael Cabrera-Bello logró una victoria en el Madrid Masters en octubre de 2009 en Austria. El equipo español estuvo liderado por Sergio García, a lo que también asistieron Óscar Maqueda, Ignacio Garrido y Jorge Campillo.

## Palmarés
| Año  | Ganador          | Golpes    |
| ---- | ---------------- | --------- |
| 2011 | Lee Slattery     | 273 (-15) |
| 2010 | Luke Donald      | 267 (-21) |
| 2009 | Ross McGowan     | 263 (-25) |
| 2008 | Charl Schwartzel | 265 (-19) |